# Platypalpus albifrons
Platypalpus albifrons är en tvåvingeart som först beskrevs av Macquart 1823.  Platypalpus albifrons ingår i släktet Platypalpus och familjen puckeldansflugor.
Artens utbredningsområde är Frankrike. Inga underarter finns listade i Catalogue of Life.